# محمد علی مسعود
محمد علی مسعود (انگلیسی: Mohamed Ali Messaoud؛ زادهٔ ۱۵ سپتامبر ۱۹۵۳) بازیکن فوتبال اهل الجزایر بود.
وی همچنین در تیم ملی فوتبال الجزایر بازی کرده‌است.